# Прапор Нижньосірогозького району
Пра́пор Нижньосірого́зького райо́ну — офіційний символ Нижньосірогозького району Херсонської області, затверджений 26 серпня 2005 року рішенням сесії Нижньосірогозької районної ради.

## Опис
Прапор являє собою прямокутне червоне полотнище зі співвідношенням сторін 2:3, в центрі якого розміщено жовтий фалар.

## Символіка
Полотнище прапора має червоний колір скіфів, символу сили та могутності.